# Montserrat Alavedra i Comas
Montserrat Alavedra i Comas (Terrassa, Vallès Occidental, 6 d'abril del 1945 - Barcelona, Barcelonès, 4 d'abril del 1991) fou una soprano catalana.
Va fer la seva formació musical a Barcelona amb Genoveva Puig i Jordi Alvareda, i els continuà a Madrid, i a Salzburg, amb Lieselotte Egger, Viorica Ursuleac, Paul von Schilhawsky i Erik Werba. Va iniciar la seva carrera professional de molt jove debutant a Salzburg i va aconseguir èxits importants a Viena, especialment sota la direcció de Bernhard Paumgartner i Karl Böhm i amb el pianista Erik Werba. Es va especialitzar en la música de Mozart i els compositors del segle xviii però sense oblidar la música romàntica ni la contemporània. Va tenir una especial sensibilitat vers el lied alemany, del qual disposava d'un ampli repertori, sense oblidar el seu repertori català, va estrenar obres de Frederic Mompou, Robert Gerhard i Francesc Taverna.
Al final de la seva vida va viure als Estats Units i fou una pedagoga vocal de gran prestigi en aquest país. Exercí com a professora associada de la Càtedra de Cant i Dicció de la Universitat nord-americana de Washington-Seattle. Afectada per una llarga malaltia, morí en plena maduresa artística.
L'any 1992 es creà a Terrassa el Concurs de Música de Cambra Montserrat Alavedra en honor seu.

## Discografia selecta
- Cantem i juguem, cançons per a nens amb Salvador Escamilla. (CD, Edigsa, 1962)
- Beethoven - Canciones populares españolas. Canta Montserrat Alavedra (LP, RTVE, 1970)
- Montserrat Alavedra, soprano. Miguel Zanetti, piano. Recital. Mozart, Wolf, Mompou, Toldrà. (LP, Discophon, 1967)
- Canciones de compositores españoles sobre poemas franceses. Montserrat Alavedra, soprano. Miguel Zanetti, piano. (LP, Discophon, 1973)
- Montserrat Alavedra, soprano. Àngel Soler, piano. Recital. Purcell, Schubert, Brahms, Fauré, Lutoslawski (LP, Discophon, 1973)
- Duos. Montserrat Alavedra, Esther Casas, sopranos. Àngel Soler, piano. Purcell, Schumann, Mendelssohn, Brahms, Dvořák, Haydn (LP, Discophon, 1973)
- Sardanes Populars Cantades per Montserrat Alavedra, Vol. 1 amb la cobla La Principal de la Bisbal (LP, Discophon, 1974)[3]
- Sardanes Cantades - Montserrat Alavedra, Vol. 2 amb la cobla La Principal de la Bisbal (LP, Discophon, 1975)[3]
- Sardanes Populars Cantades per Montserrat Alavedra, Vol. 3 amb la cobla La Principal de la Bisbal (LP, Discophon, any)
- Arriaga - Respighi - Purcell. Montserrat Alavedra, soprano - Cuarteto Sonor (LP, Discophon, 1977)
- La música i els infants Amb Montserrat Alavedra, Joan Ferrer et al. (CD, Picap, 2008)[4][5]